# 宗教史
宗教史（しゅうきょうし、英語：history of religions）では、宗教全体の歴史を概観する。

## 宗教の発生
ドイツの社会学者マックス・ウェーバーによれば、宗教の出発は「人間がどこから来て、どこへ行くのか」という疑問であったという。約5万年前のネアンデルタール人の遺跡には、すでに死者を葬った痕跡があった。発生当初の宗教は多分に呪術的性格を帯びたものであったことが考古学の成果などからも明らかである。発生当初の宗教を、宗教学者ロバート・ニーリー・ベラーは「原始宗教」と呼んでいる。

## 古代宗教の登場
やがて社会が発達し、単なる人間の群れから部族へ、部族から民族へ、民族から国家へと発展してくると、呪術もまた個人単位のものから社会単位のものへと変化した。問題とされることも、個人の単純な願いごとから家族や氏族、民族や国家の問題へと大規模化ないし複雑化し、個人を越えた威力や生命力は部族神、国家神のかたちでまとめあげられていく。
理論経済学者村上泰亮は、人間集団の存続をその内外で正統化する根拠で最も有力なものとして「血縁（キンシップ）」を掲げ、これが人類最古の組織原理であったろうとする。そして、定着農耕開始期には比較的平等な血縁的集団である氏族（クラン）がみられたことは事実として確認されており、農業生産の高まりに応じて集団規模が拡大すると、それにともなって自らの祖先たちを位階的に体系化する伝承や神話が各地に生まれたとする。「位階化神話」は祖先神体系に修正ないし拡大をほどこして、実際には血縁のつながりのない人びとを想像上の血縁関係のなかに取り込んでいき、家族 → リニージ（同祖集団） → クラン（氏族） → クラン連合（部族） → 部族連合（民族）へと、血縁的正統化の論理によって拡大される。こうして事実上の血縁関係の後退は神話的な血縁関係によって補完され、首長制から王制への連続的な進化がなされる。村上によれば、都市文明をともなった古代文明のうち、最も非血縁的であるかにみえるメソポタミア文明においても、その宗教の内実は「位階化神話の高度化」であったと評価し、エジプトでも同様にみられる神々の階層化と広大な宇宙論との集大成こそが、R.N.ベラーのいう「古代宗教」である、としている。

## 世界宗教の誕生
やがて、「人間とは何か」「宇宙とは何か」が問われるようになり、小国家の分立にともなう抗争や商業の発展がみられた紀元前一千年紀のなかごろには、人間の思考は感覚的なものを突き抜けて諸現象の奥底にある形而上学的な世界にまでおよび、世界宗教（R.N.ベラーのいう「有史宗教」）が誕生した。中国では孔子や老子が登場し、インドではゴータマ・シッダールタがうまれ、イランではザラスシュトラが挑戦的な世界像を描いて、パレスチナ（古代イスラエル）ではイザヤやエレミヤをはじめとする預言者たちがあらわれた。この時代を20世紀ドイツの哲学者カール・ヤスパースは「枢軸時代」、日本の科学史家伊東俊太郎は「精神革命」と呼称している。